# Trjoka

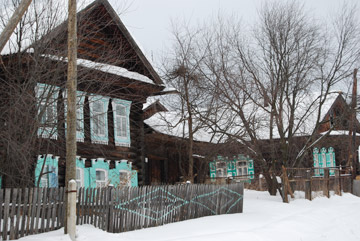
Das Dorf Trjoka

Trjoka (russisch Трёка) ist ein Dorf in der Oblast Swerdlowsk in Russland.

## Geographie
Das Dorf liegt am rechten Ufer der Tschussowaja im Stadtkreis Perwouralsk der Oblast Swerdlowsk.

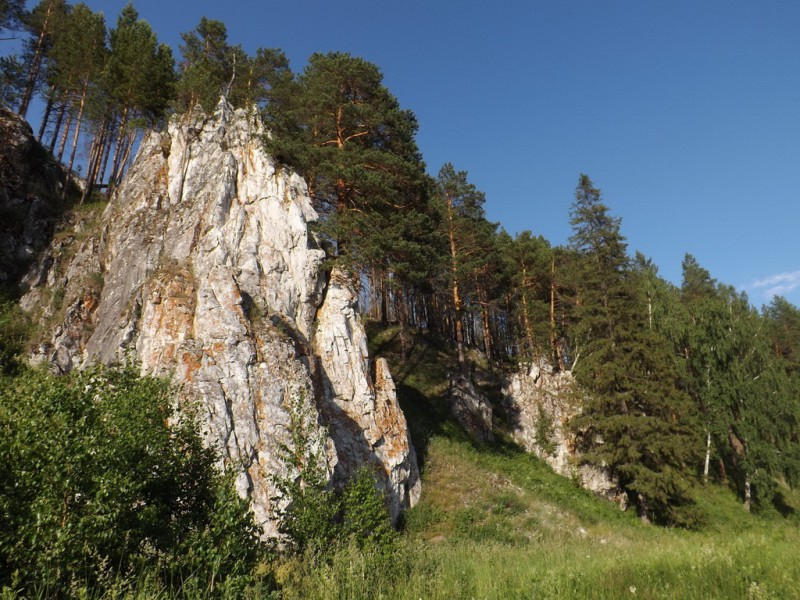
Der Wyssoki kamen (Hoher Stein)

## Etymologie
Seinen Namen bekam das Dorf vom Fluss Trjoka, an dem es liegt. Vermutlich stammt der Flussname vom altrussischen Wort «trjoknulsja» - entsagen.

## Geschichte
Das Dorf wurde im 18. Jahrhundert gegründet.
Früher lag hier eine baschkirische befestigte Siedlung. Dann wurde das baschkirische Dorf gegründet, in dem russische Bauer nach dem Bau vom Werk in Staroutkinsk siedelten.
Bei Trjoka wurde ein Ladeplatz gebaut und durchs Dorf erstreckte sich die Verkehrsader, die Westen und Osten verband. Hier landeten oft Barken, die die Waren der Eisenwerke transportierten.
1774–76 wurden eine Sägemühle am Fluss Trjoka und ein Damm am Zusammenfluss von Trjoka und Gibelka (Giblaja) gebaut. Die Bevölkerung arbeitete am Floßplatz, als Treidel und beschäftigte sich mit der Holzbeschaffung.
1855 gehörte das Dorf zum Bestand der Nischne-Selski-Gemeinde.
1891 wurde das Dorf durch den Brand beschädigt. Es wurde die gesamte Straße (insgesamt 44 Häuser) verbrannt. Aber nach einigen Jahren wurde das Dorf wieder gebaut.
In sowjetischen Zeiten beschäftigte sich die Bevölkerung mit der Holzbeschaffung. In den 60er Jahren arbeiteten hier ein Forstbetrieb und ein Kolchos «Sawety Iljitscha» («Vermächtnisse von Ilijitsch») mit dem Zuchtbetrieb für Silberfüchse.
Mit der Außenwelt ist das Dorf durch hängende Fußgängerbrücke verbunden.

### Bevölkerungsentwicklung
| Jahr | Einwohner |
| ---- | --------- |
| 1939 | 215       |
| 1959 | 179       |
| 2010 | 40        |

## Sehenswürdigkeiten
Denkmäler:
- Am rechten Ufer der Tschussowaja, 5 km vom Dorf entfernt liegt der Wyssoki kamen (Hoher Stein). Seine Länge beträgt ca. 200 m. Der Wyssoki kamen gehört zu den geomorphologischen Denkmälern.[5]

- Das Denkmal für die Verstorbenen im Großen Vaterländischen Krieg.